# Love and Death (groupe)
Pour les articles homonymes, voir Love and Death.
Love and Death est un groupe américain de metal chrétien, originaire de Phoenix, en Arizona.

## Histoire

### Débuts (2009-2012)
Le groupe est en fait un rebranding du groupe de tournée qui s'est produit sous le nom de Welch pour promouvoir son album solo. Formé en 2009, Welch recrute des musiciens par le biais d'auditions ouvertes via YouTube, et d'auditions de second tour, en personne, dans son studio de Phoenix, en Arizona. Le groupe original était composé de six membres, dont Michael Valentine à la basse, Ralph Patlan à la guitare, Brian Ruedy aux claviers, Scott « SVH » Von Heldt à la guitare et au chant, et Dan Johnson à la batterie. Après deux ans de tournée, Von Heldt quitte le groupe pour des raisons financières, tandis que Ruedy est licencié quelques mois plus tôt et rejoint Whitesnake. Patlan quitte également le groupe, mais aucune raison n'a été donnée. La recherche d'un guitariste commence. En mars 2011, deux semaines avant une tournée, Welch découvre « le profil parfait » pour son groupe grâce aux vidéos d'audition publique de Thousand Foot Krutch pour un nouveau guitariste sur YouTube. Âgé de 15 ans à l'époque, J.R. Bareis est choisi par Welch pour être le nouveau guitariste et est devenu un membre permanent officiel du groupe, alors qu'ils s'établissaient comme un groupe de quatre musiciens. Le groupe sort un single, Paralyzed, en novembre 2011, sous le nom de Brian « Head » Welch. En février 2012, le groupe en tournée est rebaptisé Love and Death.
Love and Death est officiellement annoncé en février 2012 par une déclaration officielle de Welch. Dans cette déclaration, Welch explique que « cela fait quelques années que je veux utiliser un nom de groupe pour donner une image de marque à ma musique. C'était une discussion permanente avec mon management, mais nous commencions juste à tourner et j'étais au milieu de la promotion de mon troisième livre et il semblait que ce n'était pas le bon moment pour changer de nom. Maintenant que ma nouvelle musique sort, il est temps de séparer les choses que je fais. Je veux que la musique soit une affaire de musique. Je continuerai à parler en public sous le nom de Brian Head Welch. Je suis heureux que toute cette confusion soit terminée. Le nom Love and Death a été choisi parce que l'amour et la mort sont les deux choses les plus significatives que l'on puisse traverser dans la vie. »

### Between Here and Lost(2012-2015)
Le premier single du groupe, Chemicals, sort début avril, tandis que leur premier EP homonyme sort le 24 avril 2012. Welch révèle qu'ils allaient sortir une reprise de la chanson Whip It de Devo et un remix de Paralyzed de Har Meggido.
Fin septembre 2012, le groupe annonce la signature d'un accord avec le label Tooth & Nail Records/EMI et la sortie du premier album du groupe, Between Here and Lost, se fera le 20 novembre ; mais elle sera repoussée et sortie le 22 janvier 2013,. Sur l'album, Welch déclare que « ce disque est né d'épreuves, de tribulations, de douleur, de souffrance, d'anxiété, de dépression et de drames. Cependant, nous nous en sommes sortis et le résultat final est un album très réel, brut et honnête. »

### Perfectly Preserved(depuis 2016)
Le 15 mars 2016, un nouveau single intitulé Lo Lamento sort,. En août 2019, il est annoncé que Welch recrutait des musiciens tels que Jasen Rauch, Lacey Sturm et Spencer Chamberlain pour apparaître sur sa prochaine œuvre, que l'on pense être le prochain album de Love and Death.
Le 24 octobre 2020, le groupe annonce sa signature avec le label de metal extrême Earache Records afin de sortir leur nouvel album en 2021. Le vendredi 13 novembre 2020, le groupe sort Down, avec une nouvelle formation composée de Welch, Bareis, Jasen Rauch, ami de longue date, producteur et guitariste de Breaking Benjamin à la basse, et Isaiah Perez, batteur de Phinehas, à la batterie. Le 8 janvier 2021, le groupe sort White Flag, le deuxième single de Perfectly Preserved. Il présente des similitudes sonores avec Korn et Breaking Benjamin. Avant la sortie de l'album, Welch explique que le groupe se réunit pour créer le nouvel album, car leurs principaux projets musicaux étaient en suspens en raison de la pandémie de Covid-19.

## Discographie

### Albums studio
- 2013 : Between Here and Lost (Tooth & Nail Records)
- 2021 : Perfectly Preserved (Earache Records)

### EP
- 2012 : Chemicals

### Singles
- 2012 : Chemicals (Tooth & Nail Records)
- 2012 : The Abandoning (Tooth & Nail Records)
- 2013 : Meltdown (Tooth & Nail Records)
- 2016 : Lo Lamento (Tooth & Nail Records)

### Clips
- 2012 : Paralyzed
- 2012 : Chemicals
- 2012 : The Abandoning
- 2013 : Meltdown